# Tidningen Mobil
Mobil är Sveriges största tidskrift om mobil kommunikation, tester av produkter och nyheter om mobiltelefoni, smartphones och handdatorer. Tidningen grundades 1995 och har funnits på internet sedan 1997. Utgivningstakten är 12 gånger per år och antalet läsare var 39 000 år 2012 enligt Orvesto Konsument.

## Chefredaktörer
Chefredaktör till och med våren 2011 var Linus Brohult. Därefter har Jonas Ryberg varit tillförordnad chefredaktör. Sedan hösten 2012 är Marlène Sellebråten chefredaktör för Mobil och även systerpublikationen Mobil Business. Den 21 augusti 2014 rapporterades det att Daniel Hessel tog över som chefredaktör på Mobil och att Sellebråten fortsätter som chefredaktör hos Mobil Business .
Följande gäller för publikationen Mobil:
- –våren 2011: Linus Brohult
- våren 2011–: Jonas Ryberg
- hösten 2012–aug 2014: Marlène Sellebråten
- aug 2014–: Daniel Hessel

## Mobilgalan
Sedan år 2000 har tidningen årligen arrangerat Mobilgalan där priser delas ut till aktörer inom mobilbranschen.